# Чайка (фільм, 1970)
«Чайка» — радянський художній фільм режисера Юлія Карасика 1970 року. Екранізація однойменної п'єси А. П. Чехова.

## Сюжет
За однойменною п'єсою А. П. Чехова. Про шукання і сумніви російської інтелігенції в кінці XIX століття.

## У ролях
- Алла Демидова —  Ірина Миколаївна Аркадіна
- Володимир Четвериков —  Костянтин Треплєв
- Микола Плотников —  Петро Миколайович Сорін
- Людмила Савельєва —  Ніна Михайлівна Зарічна
- Армен Джигарханян —  Ілля Опанасович Шамраєв
- Софія Павлова —  Поліна Андріївна
- Валентина Теличкіна —  Маша Шамраєва
- Юрій Яковлєв —  Борис Олексійович Тригорін
- Юхим Копелян —  Євген Сергійович Дорн, лікар
- Сергій Торкачевський —  Семен Семенович Медведенко, вчитель
- Станіслав Симонов —  Яків
- Хенрікас Кураускас —  Князьков

## Знімальна група
- Автор сценарію:  Юлій Карасик
- Режисер-постановник:  Юлій Карасик
- Художник-постановник:  Борис Бланк
- Оператор-постановник:  Михайло Суслов
- Композитор:  Альфред Шнітке
- Звукооператор: Лія Беневольська
- Диригент:  Марк Ермлер
- Художник по костюмах:  Анна Ганевська
- Редактор:  Ніна Скуйбіна